# Брунов
Брунов (њем. Brunow) општина је у њемачкој савезној држави Мекленбург-Западна Померанија. Једно је од 89 општинских средишта округа Лудвигслуст. Према процјени из 2010. у општини је живјело 372 становника. Посједује регионалну шифру (AGS) 13054018.

## Географски и демографски подаци
Брунов се налази у савезној држави Мекленбург-Западна Померанија у округу Лудвигслуст. Општина се налази на надморској висини од 35 метара. Површина општине износи 21,1 km². У самом мјесту је, према процјени из 2010. године, живјело 372 становника. Просјечна густина становништва износи 18 становника/km².

## Међународна сарадња
| Мјесто      | Држава | Врста сарадње | Од    |
| ----------- | ------ | ------------- | ----- |
| Албертслунд | Данска | партнерство   | 1973. |
| Извор       |        |               |       |